# Скачко, Александр Викентьевич
Александр Викентьевич Скачко (бел. Аляксандр Вікенцьевіч Скачко; род. 26 сентября 1933, Городея, Новогрудское воеводство) — Заслуженный врач Белорусской ССР (1974), Народный врач Беларуси (1994).

## Биография
- В 1958 г. успешно закончил обучение в Минском медицинском институте.
- В 1963 г. стал главврачом Несвижской районной больницы. Вместо с этим возглавлял Минскую областную клинику.
- В период с 1974 г. по 1976 г. был главврачом Минской областной детской клинической больницы.
- А с 1976 г. по 1996 г. — главврач 9-й Минской клинической больницы.
- 11 марта 1994 года Александр Викентьевич Скачко стал вторым в истории народным врачом Беларуси, в том числе за личный вклад в создание центра трансплантации костного мозга на базе 9-й больницы[1].

Александр Скачко из поселка Городея Несвижского района был вдохновлен своей любовью к матери и решительно решил стать врачом после того, как во время войны его мать потеряла руку в результате взрыва бомбы, а он не смог ей помочь. Он успешно закончил Минский мединститут и начал работать в сельской участковой больнице, где столкнулся с трудностями из-за нехватки ресурсов и медикаментов. Однако благодаря его усилиям больница была расширена, оборудована и успешно избавлена от различных инфекций.
Со временем Александр стал главным врачом Несвижской районной больницы, где продолжил свою успешную работу, улучшив медицинское обслуживание и снизив заболеваемость различными заболеваниями. Позже его перевели в Минский областной отдел здравоохранения, где он также проявил себя как выдающийся специалист.
Наконец, он возглавил новооткрывшуюся 9-ю минскую клиническую больницу и принял активное участие в её развитии и совершенствовании. Благодаря его лидерству больница стала одним из ведущих медицинских центров страны, осуществляющим трансплантацию органов и тканей, и принимавшим участие во множестве научных разработках.
Хотя ему предлагали должность министра здравоохранения, Александр предпочел остаться просто доктором, посвятив себя помощи и сочувствию к больным. Его вклад в развитие медицины и организацию здравоохранения остается неоценимым.

## Награды
- Орден «Знак Почёта» (1971),
- Заслуженный врач Белорусской ССР (1974),
- Грамота Верховного Совета БССР (1978),
- Орден Октябрьской Революции  (1981),
- Медаль «Ветеран труда» (1990).
- Народный врач Беларуси (1994).